# Aimée Vibert

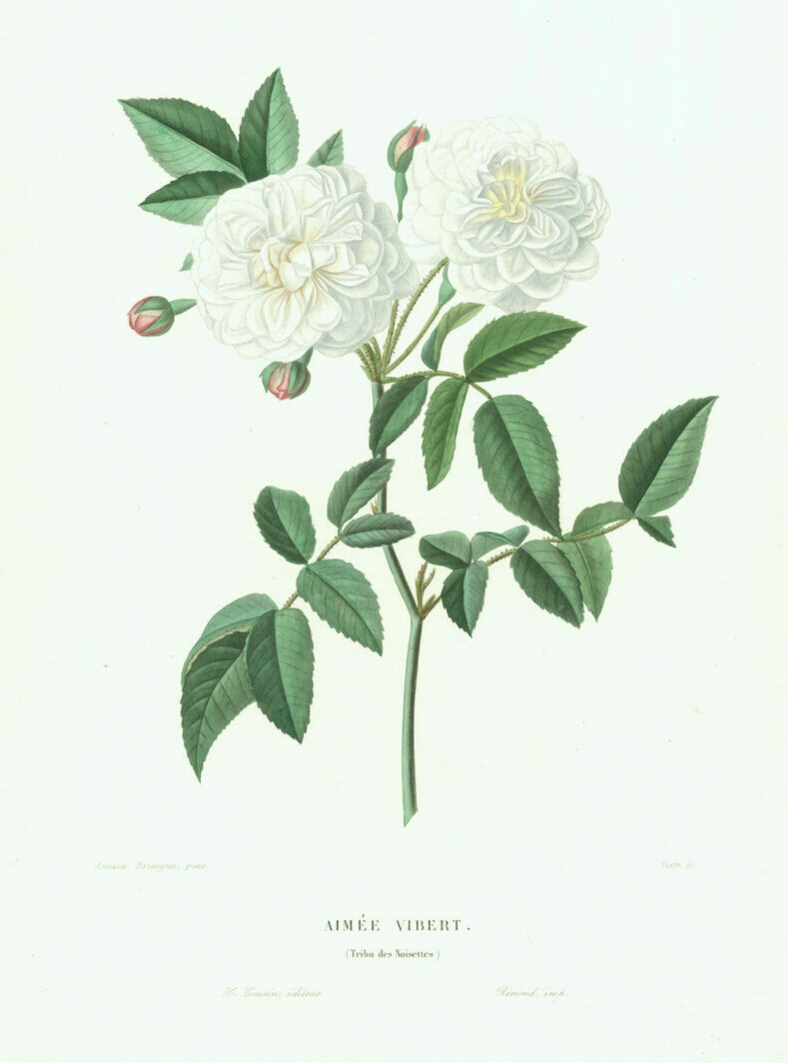
Rose ‘Aimée Vibert’.

‘Aimée Vibert’ est un cultivar de rosier de Noisette obtenu en 1828 par le rosiériste français Vibert, issu du croisement rosier de Noisette ‘Champney's Pink Cluster’ x Rosa sempervirens. C'est un rosier grimpant remontant toujours fort répandu car ses roses en forme de pompons éclatent de couleur sur un mur ou une pergola. Il doit son nom à la fille de l'obtenteur. 

## Description
‘Aimée Vibert’ est un rosier sarmenteux aux petites fleurs doubles (41 pétales et plus) d'un blanc très pur aux étamines jaunes, en forme de pompons. Les fleurs exhalent un léger parfum musqué. La floraison en bouquets de ce cultivar vigoureux est très remontante pendant tout l'été jusqu'à l'automne. Ce rosier-liane presque inerme, au feuillage dense vert foncé, peut s'élever jusqu'à 6 mètres de hauteur, pour 3 mètres d'envergure.

## Culture
‘Aimée Vibert'’ préfère les endroits ensoleillés et se plaît sous les climats doux. Il est résistant aux maladies et facile à entretenir. Il peut aussi être cultivé comme un arbuste. Très rustique, le rosier ‘Aimée Vibert’ tolère des températures hivernales à -20°.